# الألعاب الأولمبية الصيفية 1956
الألعاب الأولمبية الصيفية 1956 أقيمت من من 22 نوفمبير حتى 8 ديسمبر بحضور 3184 لاعبا ولاعبة (371 لاعبة) من 67 دولة وتمت المنافسة في 145 مسابقة في 17 لعبة. وكادت الدورة تتعطل بسبب العدوان الثلاثي على مصر واجتياح الدبابات السوفيتية للمجر، وقاطعت الدورة 5 دول هي مصر، لبنان، العراق، هولندا، أسبانيا. وبسبب الحظر على ادخال الخيول إلى أستراليا أقيمت مسابقات الفروسية في ستوكهولم وأدى التوتر السياسي إلى اشتباك لاعبي كرة الماء السوفيت والمجريين في حوض السباحة بما يسمى مباراة الدماء في الماء، ثم فر 45 رياضيا مجريا إلى الغرب بعد الدورة، وجمع الأمريكي بوبي مورو ثلاث ذهبيات في جري المسافات القصيرة على غرار الأسترالية كاثبرت وفاز السوفيتي فلاديمير كوتس بذهبيتي الـ5 و10 آلاف متر. وأحرز الفرنسي جزائري الأصل آلان ميمون عكاشة ذهبية الماراثون أمام زاتوبيك، كما ظهرت السوفيتية نينا بونوماريوفا صاحبة ذهبية رمي القرص والأمريكي هارولد كونلي الفائز بذهبية رمي المطرقة.
كانت إحدى أبرز أحداث الألعاب مباراة كرة الماء المثيرة للجدل بين الاتحاد السوفييتي وبطل العالم منتخب المجر لكرة الماء. كان الاتحاد السوفييتي قد قمع مؤخرًا ثورة مناهضة للسلطوية في المجر واندلعت أعمال عنف بين الفريقين أثناء المباراة، مما أسفر عن العديد من الإصابات. عندما عانى إيرفين زادور من المجر من النزيف بعد أن لكمه فالنتين بروكوبوف من الاتحاد السوفييتي، حاول المتفرجون الانضمام إلى العنف، لكن الشرطة منعتهم. تم إلغاء المباراة، مع إعلان المجر فائزة لأنها كانت متقدمة.

## قائمة الميداليات
| ميداليات الألعاب الأولمبية الصيفية 1956 |                            |       |      |         |       |
| الترتيب                                 | الدولة                     | ذهبية | فضية | برونزية | مجموع |
| 1                                       | الإتحاد السوفيتي           | 37    | 29   | 32      | 98    |
| 2                                       | الولايات المتحدة الأمريكية | 32    | 25   | 17      | 74    |
| 3                                       | أستراليا                   | 13    | 8    | 14      | 35    |
| 4                                       | المجر                      | 9     | 10   | 7       | 26    |
| 5                                       | إيطاليا                    | 8     | 8    | 9       | 25    |
| 6                                       | السويد                     | 8     | 5    | 6       | 19    |
| 7                                       | ألمانيا                    | 6     | 13   | 7       | 26    |
| 8                                       | المملكة المتحدة            | 6     | 7    | 11      | 24    |
| 9                                       | رومانيا                    | 5     | 3    | 5       | 13    |
| 10                                      | اليابان                    | 4     | 10   | 5       | 19    |